# 西本罗巴拉
西本罗巴拉（Paschim Punropara）是印度西孟加拉邦穆尔希达巴德县的一个城镇。总人口31198（2001年）。

## 人口
该地2001年总人口31198人，其中男性15614人，女性15584人；0—6岁人口6968人，其中男3452人，女3516人；识字率34.87%，其中男性为44.31%，女性为25.42%。